# 5002 Марнікс
5002 Марнікс (5002 Marnix) — астероїд головного поясу, відкритий 20 вересня 1987 року.
Тіссеранів параметр щодо Юпітера — 3,544.